# Hetepheres II
Hetepheres II – żona władców starożytnego Egiptu z IV dynastii.
Była córką Cheopsa i jednej z jego żon: nieznanej z imienia lub Meritites (Grimal). 
Poślubiła początkowo swojego przyrodniego brata Kawaba, z którym miała córkę Meresanch III. Po śmierci Kawaba, prawdopodobnie zamordowanego przez Dżedefre, została drugą żoną tego ostatniego, obok Chententki. Dżedefre wygrał walkę o władzę i stał się nowym władcą, tym samym jego żony zostały królowymi Egiptu. Z tego związku urodziła się Neferhetepes, przypuszczalnie matka Userkafa. Swoją córkę Meresanch III wydała za Chefrena, stając się w ten sposób teściową nowego władcy. 
Dożywszy sędziwego wieku, zmarła za panowania Szepseskafa i została pochowana w Gizie w wielkiej mastabie swojego pierwszego męża Kawaba.